# Пилиповка (Житомирская область)
Пили́повка (укр. Пилипівка) — село на Украине, находится в Чудновском районе Житомирской области.
Код КОАТУУ — 1825886802. Население по переписи 2001 года составляет 610 человек. Почтовый индекс — 13222. Телефонный код — 4139. Занимает площадь 4,974 км².

## История
В 1946 году указом ПВС УССР село Пилипы-Украинские переименовано в Пилиповку.
В 1960 году в состав села включено село Пилипы Вторые (до 1946 г. Пилипы-Русские).

## Адрес местного совета
13222, Житомирская область, Чудновский р-н, с. Пятка, ул. Ждановского, 15